# 토론토의 시내버스
토론토의 시내버스는 지하철과 노면 전차와 더불어 토론토 교통국 (Toronto Transit Commission, TTC)에서 운행하는 캐나다 온타리오주 토론토의 핵심 대중교통 체계이다. 토론토 교통국은 토론토 전역과 미시소거, 요크 지역 일부에 걸쳐 170개의 버스 노선을 운행하고 있으며, 이 버스 체계는 토론토에서 가장 많은 사람들이 이용하는 대중교통 수단이기도 하다. 또한 2015년 1/4분기 현재 137만 4800명의 승객이 이용하는 TTC 버스는 캐나다에서 가장 많은 승객이 이용하는 교통 체계이기도 하다.
토론토의 시내버스는 매일 24시간 운행하며 지하철이 끊기는 심야 시간대에는 주요 버스 노선이 낮 시간대와 다르게 운행한다. 대부분의 시내버스 기종은 휠체어가 이용할 수 있는 저상버스로, 버스 앞에는 자전거 거치대도 설치되어 있다. 2009년에는 토론토 교통국이 최초의 간선급행버스체계인 요크 대학교 버스전용도로를 설치하여 운영중에 있다. 2013년 12월부터 굴절버스가 도입되 운영중이다.

## 같이 보기
- 토론토 교통국
- 토론토 지하철
- 토론토의 노면 전차
- 토론토의 시내버스 노선 목록